# عرفان حبیب
عرفان حبیب (متولد ۱۲ اوت ۱۹۳۱، وادودارا، هند) تاریخدان حوزه تاریخ باستان و قرون وسطی هند پس از رویکرد تاریخ‌نگاری مارکسیستی است. شهرت او به سبب موضع قوی در برابر هندوها و مسلمانان بنیادگرا است. او نویسنده تعداد زیادی از کتاب‌ها از جمله کشاورزی سیستم مغول هند ۱۵۵۶–۱۷۰۷ است.

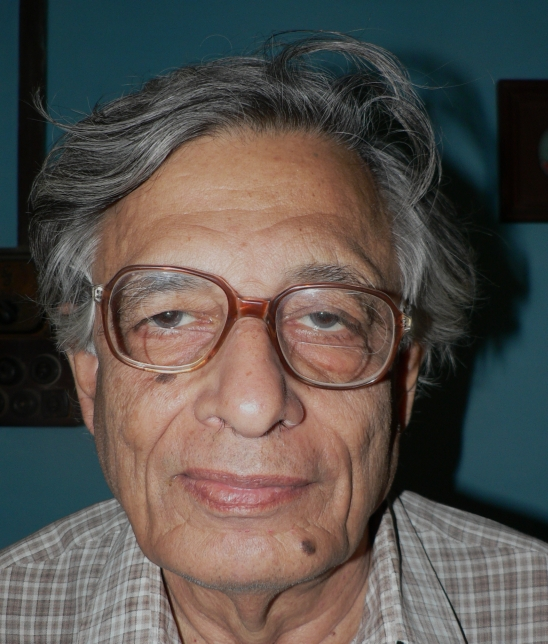
عرفان حبیب – ۲۰۰۷